# Vervreemdingszone

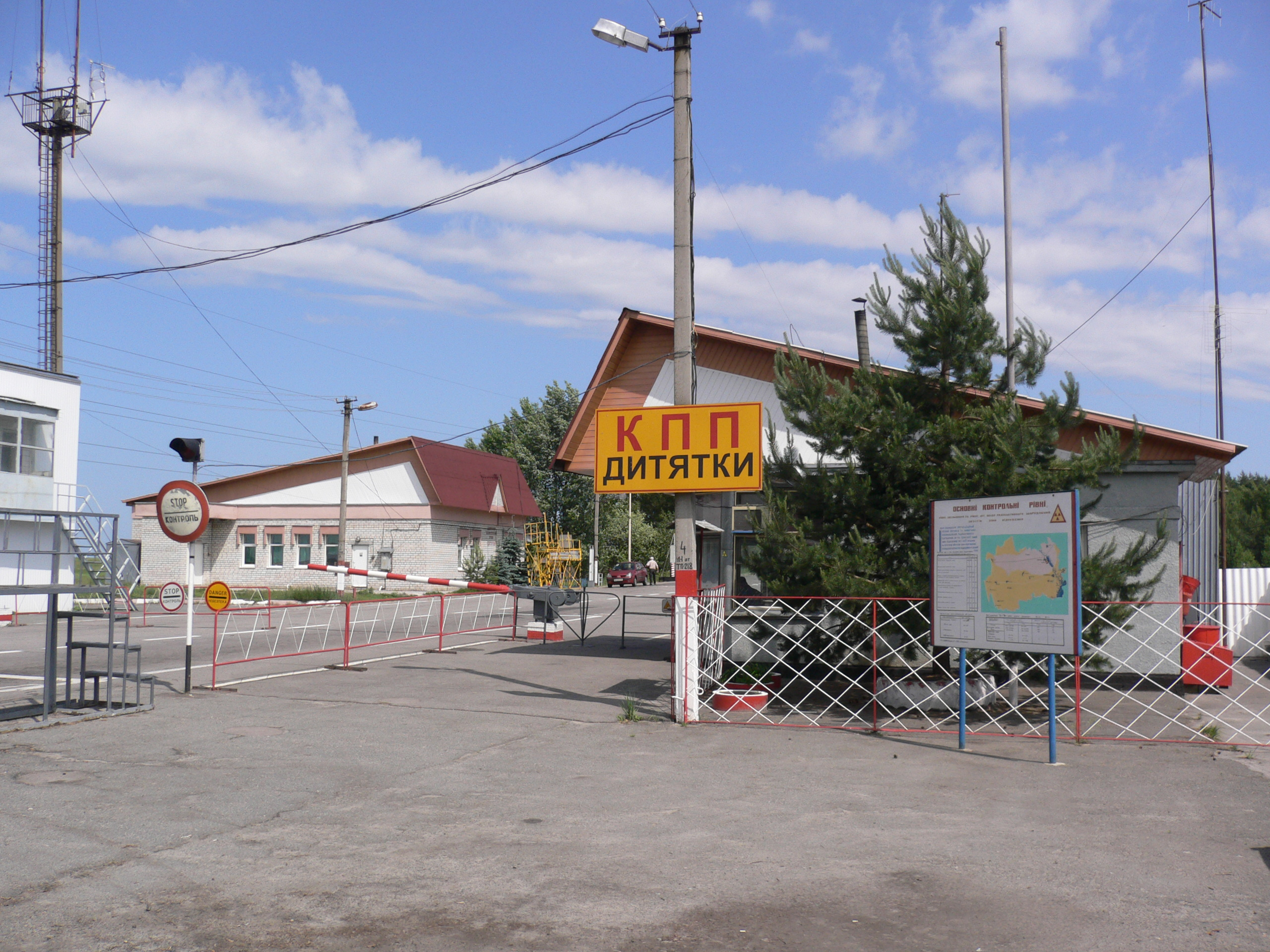
Doorlaatpost Dytjatky

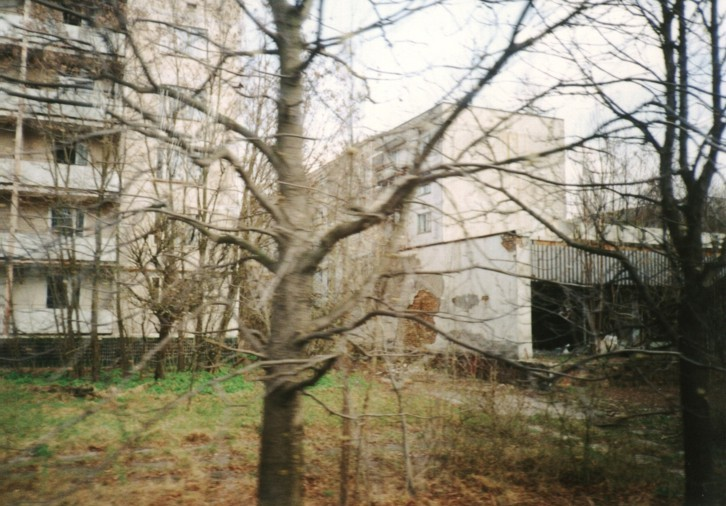
Verlaten huizen in de zone

De vervreemdingszone (Oekraïens: Зона відчуження Чорнобильської АЕС, Zona vidtsjoezjennja Tsjornobylskoji AES) is een nucleaire exclusiezone die zich over een straal van 30 kilometer (ongeveer 282.700 hectare) uitstrekt rondom de plaats van de kernramp van Tsjernobyl. Geografisch gezien beslaat het gebied de noordkant van Oblast Kiev en Oblast Zjytomyr. Ook de voormalige OTH-radarinstallatie Doega-3 ("Tsjernobyl-2") bevindt zich binnen de zone.

## Doel en status
De zone werd opgesteld kort na de kernramp in 1986. De zone omvat het gebied dat het zwaarst is getroffen door de kernramp. De grond is er sterk radioactief besmet. Direct na het opstellen van de zone werden alle mensen die binnen de zone woonden geëvacueerd, en werd de zone een verboden gebied.
De zone is tot op de dag van vandaag verboden terrein. Huizen die in de zone staan zijn verlaten. Zonder toestemming betreden van de zone is strafbaar. De zone valt ook niet onder de standaard overheid, maar onder de speciaal hiervoor opgerichte “Administratie van de vervreemdingszone”. De grenzen worden bewaakt door speciale eenheden van het Oekraïense Ministerie van Binnenlandse Zaken en de Grenswacht van Oekraïne (DPSU). Het dorp Kopachi lag op 4 km van de kerncentrale van Tsjernobyl en ontving dus een aanzienlijke dosis straling. Na het ongeval werd het van de kaart gehaald als onderdeel van een saneringsprogramma: de huizen werden met de grond gelijk gemaakt en begraven.
De zone is wel toegankelijk voor korte bezoekjes.

## Natuur
Er zijn vermoedens dat flora en fauna in de zone aangetast zijn door de ioniserende straling. Rond de kerncentrale stierven veel pijnbomen, met name in het rode bos. Ook zijn er mutaties en verminkingen van dieren gerapporteerd, maar van dergelijke ontdekkingen is weinig wetenschappelijke documentatie beschikbaar.
Sinds 2006 zijn er berichten dat de planten- en dierenwereld zich, mede dankzij de rust die er in het gebied heerst, in het algemeen gunstig ontwikkelt. De vogelpopulatie lijkt echter sterk negatief beïnvloed door de straling. De zone wordt door sommige mensen gezien als een klassiek voorbeeld van een involuntary park. Populaties van onder andere de grijze wolf, wild zwijn, ree, edelhert, eland en bever zijn enorm toegenomen. Er zijn ook sporen gevonden van bruine beren. De aanwezigheid van beren wordt aangetoond in de documentaire Chernobyl Reclaimed: An Animal Takeover uit 2007, die de rijkdom aan dieren toont maar ook de gevaren noemt.
Een mogelijk probleem zijn de bosbranden die er regelmatig woeden, waardoor radioactive deeltjes terug in de lucht komen. Zo werd het gebied ook getroffen door de Russische bosbranden in 2010. Recenter, in april 2020, brak opnieuw een grote brand uit.
De aanwezige rivieren vormen een gevaar voor gebieden buiten de zone omdat ze vervuild slib kunnen meevoeren.

## Mensen
Veel mensen (vooral ouderen) weigerden geëvacueerd te worden, of keerden later illegaal terug. Ze vormden lange tijd een groot probleem voor de grenspatrouilles.
Een ander probleem is de stroperij, illegale houtkap en plundering van de achtergebleven huizen en voertuigen. Ondanks de controles gaan geregeld indringers de zone binnen om materialen zoals metalen op te halen. Vooral Pripjat, waar veel inwoners al hun bezittingen achter moesten laten, is een geliefd doelwit. Plunderaars verkopen de buit vaak zonder dat de koper weet dat de goederen radioactief zijn. In 2007 stelde de overheid van Oekraïne zwaardere straffen in voor mensen die betrapt werden in de zone.
Oleg Bondarenko, lid van de regeringscommissie die over Tsjernobyl gaat, verklaarde in augustus 2012 dat het stralingsniveau voldoende gedaald is om mensen terug te laten keren. In het gebied geteelde groente en fruit kunnen echter niet geconsumeerd worden, omdat de straling daarvoor nog te hoog is.

## Russische invasie van Oekraïne in 2022
De voormalige kerncentrale Tsjernobyl samen met Pripjat, inclusief het omliggende gebied, werd op 24 februari door het Russische leger veroverd. Sindsdien wordt er verhoogde radioactieve activiteit gemeten. Dit werd vermeld door de Oekraïense Inspectie voor Kernenergie. Vermoedelijk komt dit door het zwaar legerverkeer dat stof doet opwaaien en door de aanleg van loopgraven in het gebied. Volgens het internationaal atoomagentschap IEAE, zouden er geen vernietigingen noch slachtoffers gevallen zijn op de site. Nadat de Russische aanval op Kiev was mislukt trokken de Russen zich rond 1 april 2022 terug uit het noorden van Oekraïne en dus ook uit de vervreemdingszone.